# Cratère de Mistastin
Le cratère de Mistastin est un cratère météoritique situé au Canada dans la région du Labrador, qui contient le lac circulaire Mistastin.
L'île centrale du lac, en forme de croissant, est due au soulèvement central de la structure du cratère.
Le lac a un diamètre approximatif de 16 km, alors que le diamètre estimé du cratère originel est de 28 km.
On estime que son âge est de 36,4 ± 4 millions d'années (Éocène).